# 聖ロクスの栄光
『聖ロクスの栄光』（せいロクスのえいこう、伊: San Rocco in Gloria, 英: Saint Roch in Glory）は、ルネサンス期のイタリアのヴェネツィア派の巨匠ティントレットが1564年に制作した絵画である。油彩。キリスト教の聖人でペスト患者の守護聖人である聖ロクスを主題としている。ティントレットがヴェネツィアのサン・ロッコ大同信会の大規模装飾の発注を得るきっかけになった最初の作品で、アルベルゴの間の天井画として楕円形の画面に描かれた。現在も同同信会に所蔵されている。

## 主題
聖ロクスはモンペリエの出身とされている。14世紀のペストの大流行を経て、15世紀にペスト患者の守護聖人として定着した。聖ロクスは両親を亡くした後、ローマ巡礼の旅をし、立ち寄った街でペストで苦しむ患者の看病に尽力した。ローマではペストを患った枢機卿を救ったことがきっかけとなり、ローマ教皇と謁見した。3年後、聖ロクスは故郷への帰途についたが、ピアチェンツァを訪れた際にペストにかかったため森のなかに隠棲した。しかし、同地の貴族ゴッタルド（Gottardo）によって助け出され、回復したのち旅を再開した。その後、聖ロクスは見すぼらしい身なりのために怪しまれて投獄され、5年後に獄中で死去したが、遺体の周りで様々な奇跡が起きたため、教会に葬られたという。

## 制作経緯

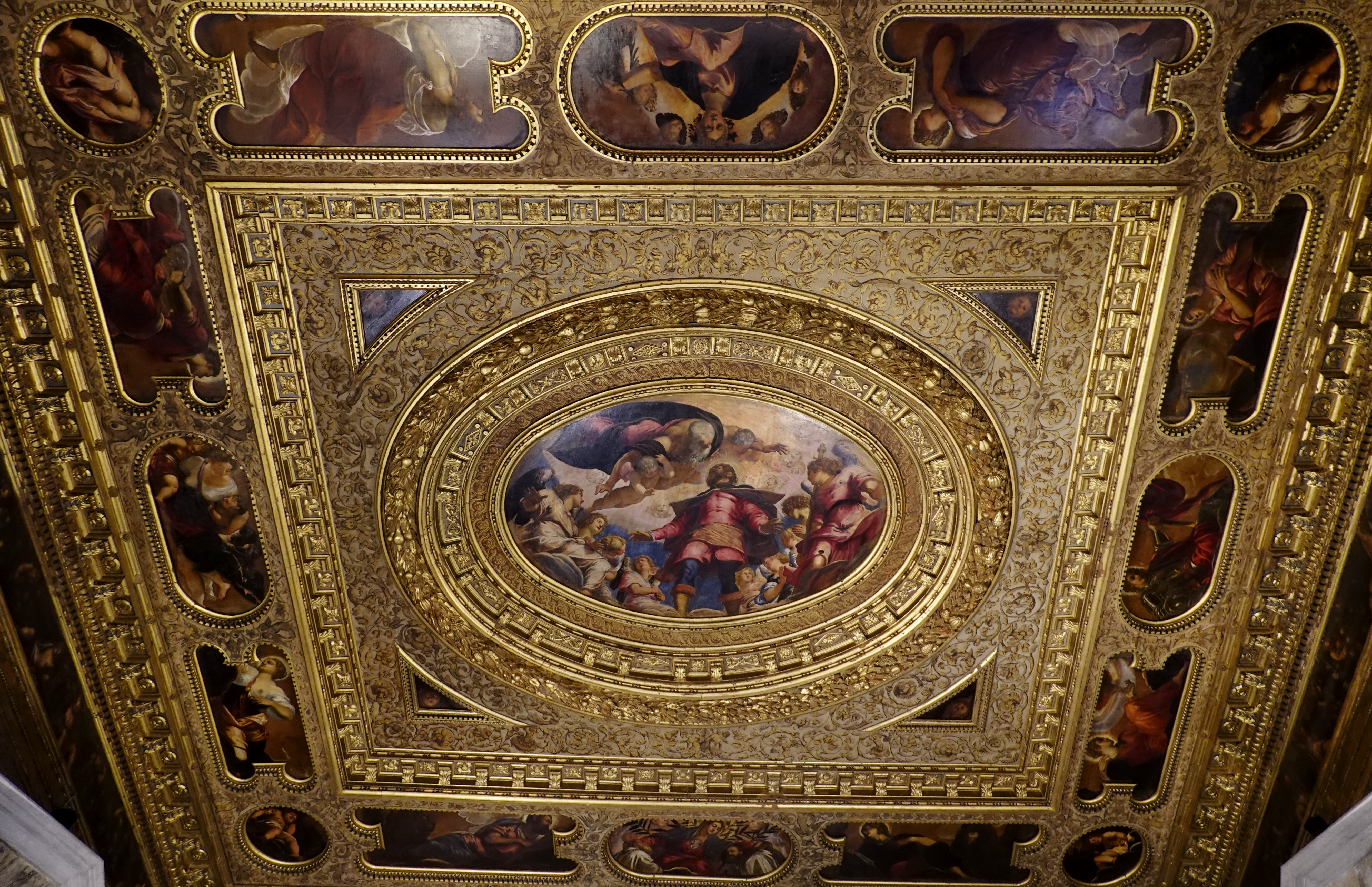
『聖ロクスの栄光』が設置されたアルベルゴの間の天井全景。

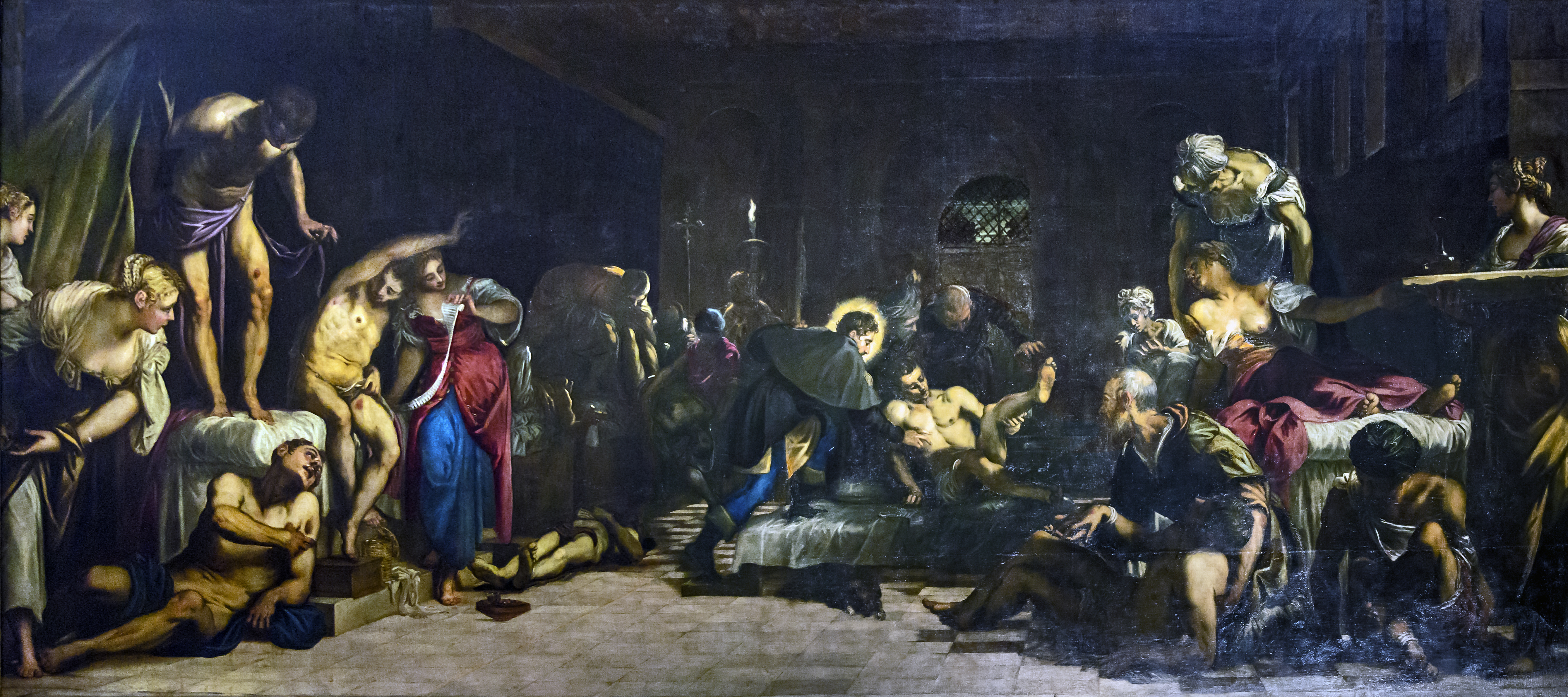
サン・ロッコ教会の連作《聖ロクス伝》の1つ『ペスト患者を癒す聖ロクス』。1559年。

本作品は聖ロクスを守護聖人とするサン・ロッコ大同信会のアルベルゴの間の天井画として、同信会の装飾事業で最初に制作された。アルベルゴの間は同信会を運営する高位のメンバーが集まる広間であり、重要文書や財産、聖遺物などの貴重品を収めた重要な場所であった。そのため長い間本格的な装飾が行われることはなかった。実際、アルベルゴの間の壁を飾る大キャンバス画を制作するというティツィアーノ・ヴェチェッリオの申し出は無駄に終わっている（1553年）。同信会の監査委員会がアルベルゴの間の天井画の発注を決定したのは、9年後の1564年5月22日のことである。ティントレットはすでに同信会付属のサン・ロッコ教会を装飾するため4点の連作《聖ロクス伝》を制作していたので、おそらく発注について有利な立場にあったが、ティントレットに制作の任を与えることについて同信会の間で同意が得られなかった。そのため、彼らは発注する画家を選考するためのコンペティションを5月31日に開くことを発表した。このコンペティションに参加した画家は、ティントレットをはじめ、ジュゼッペ・ポルタ、フェデリコ・ツッカリ、パオロ・ヴェロネーゼ、アンドレア・スキャヴォーネであり、彼らは1か月以内に選考用の素描を提出しなければならなかった。ここでティントレットは驚くべき行動に出た。彼は同信会の求めに応じつつ、天井画の正確なサイズを調べ出し、天井画『聖ロクスの栄光』を完成させた。そして密かに審査前日に持ち込み、天井に設置したのである。そして他の競争者たちが素描やデザインを展示する中、ティントレットは完成作を公開したのであった。この行動に同信会は憤慨した。彼らは要求したのは素描であって、仕事を発注した覚えはないと主張した。これに対して、ティントレットはこれが自分の制作の仕方であり、他の方法を知らないし、誰かを騙すことにならないように素描やモデロはこのように作成されるべきであると答えた。そして最後に、もし報酬を支払いたくないのであれば、それを寄贈させてほしいと言った。6月22日、同信会側は最終的に寄贈を受け入れ、天井画を撤去しないよう命じた。その後、ティントレットは天井画の装飾全体を1564年の夏から秋にかけて無報酬で制作した。
翌年、ティントレットは画家としては稀なことに同信会の正規会員となり、1565年から1567年にかけてアルベルゴの間の壁面装飾を請け負い、正面の壁全体を飾る大キャンバス画として大作『磔刑』（La Crocifissione）を、これと向き合う壁面に『カルヴァリオへの道』（La Salita al Calvario）、『この人を見よ』（L'Ecce Homo）、『ピラトの前のキリスト』（Cristo davanti a Pilato）を制作した。ティントレットはこれ以降も同信会の装飾に携わり、1587年までの間にイエス・キリストや聖母マリアの生涯、『旧約聖書』などを主題に総数68点におよぶ作品を制作した。

## 作品

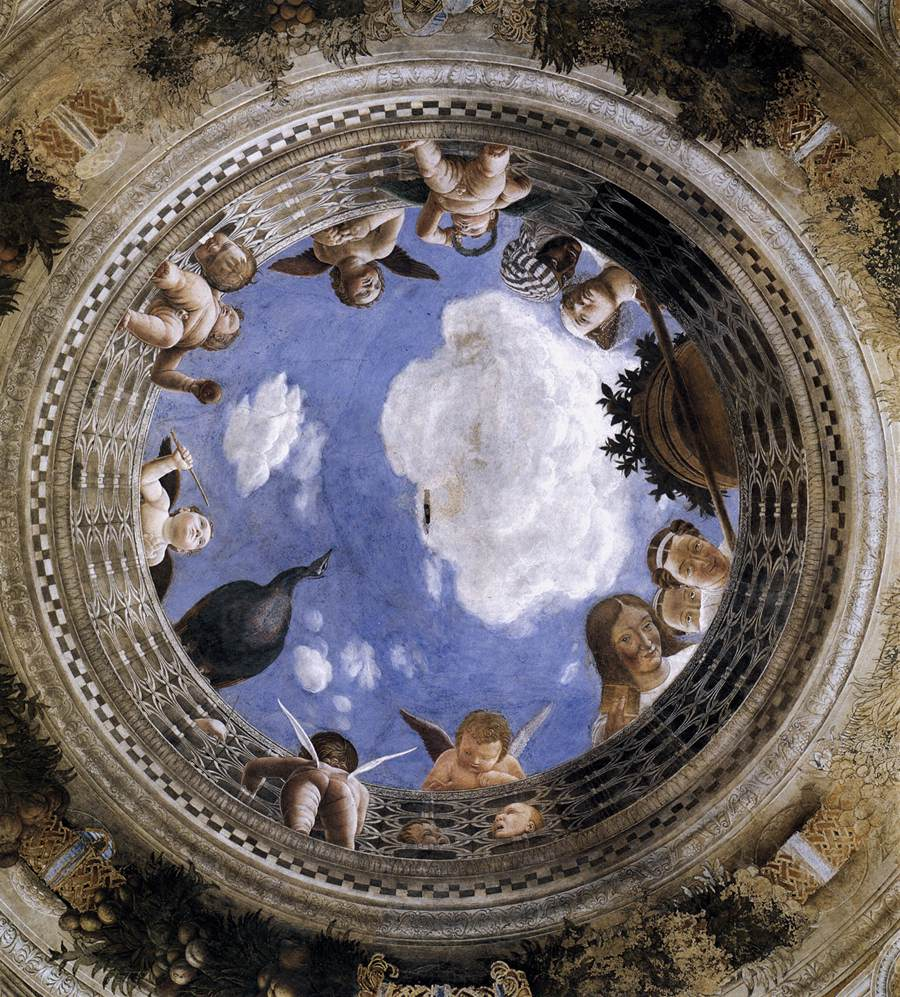
マンテーニャがドゥカーレ宮殿に描いた天井画。

ティントレットは天使たちの間に立つ聖ロクスを描いている。聖人の頭上には3人の天使に伴われた父なる神が両手を広げて現れている。サン・ロッコ教会のために制作した連作絵画では聖ロクスの旅の物語が描かれたのに対して、本作品では天国に到達し、9人の天使で構成された聖歌隊や父なる神と対面する聖ロクスを描いている。父なる神はミケランジェロ・ブオナローティがシスティーナ礼拝堂天井画に描いた創造主を、天国に到達した聖ロックとの遭遇はティツィアーノ・ヴェチェッリオがサンタ・マリア・グロリオーザ・デイ・フラーリ聖堂のために制作した祭壇画『聖母被昇天』（L'Assunta）を思い出させる。聖ロクスや天使たちは天井の開口部の縁に立っているように見え、極端な短縮法で描かれている。この非ヴェネツィア派的なイリュージョニスムはアンドレア・マンテーニャの天井画に遡るものであろう。
絵画にはウルトラマリンを含む高品質の顔料が使用されているため、その色彩はアルベルゴの間の作品の中で際立っており、現在も本来の輝きを保っている。
『聖ロクスの栄光』は16点の寓意画に囲まれている。4つの角に四季の寓意画、各辺に3点ずつの寓意画が配置されている。そのうち5点は、当時ヴェネツィアに存在した6つの大同信会（Scuole Grandi）の寓意となっている。

## ギャラリー
『聖ロクスの栄光』を取り巻く寓意画

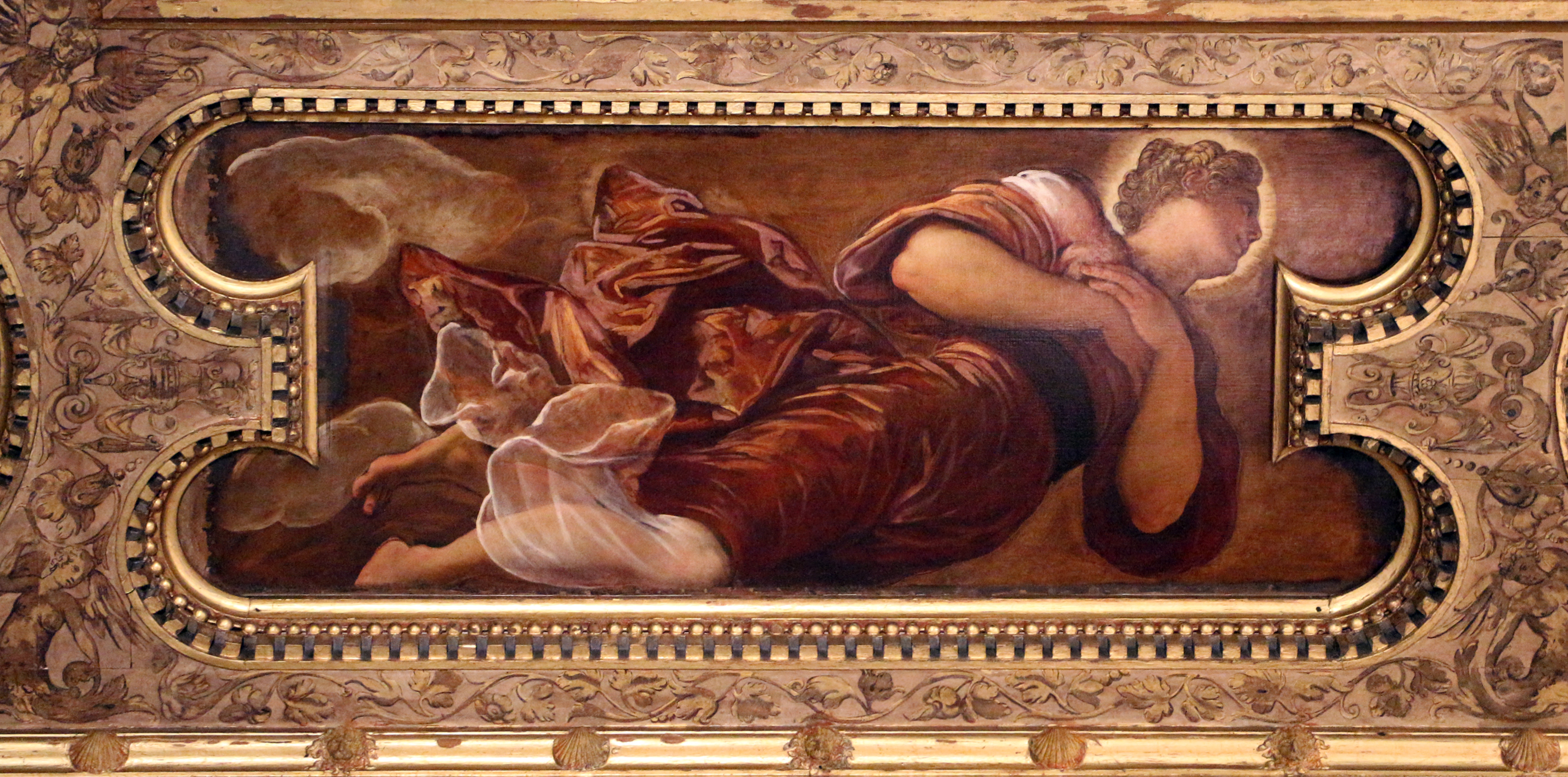
『女性像の寓意』
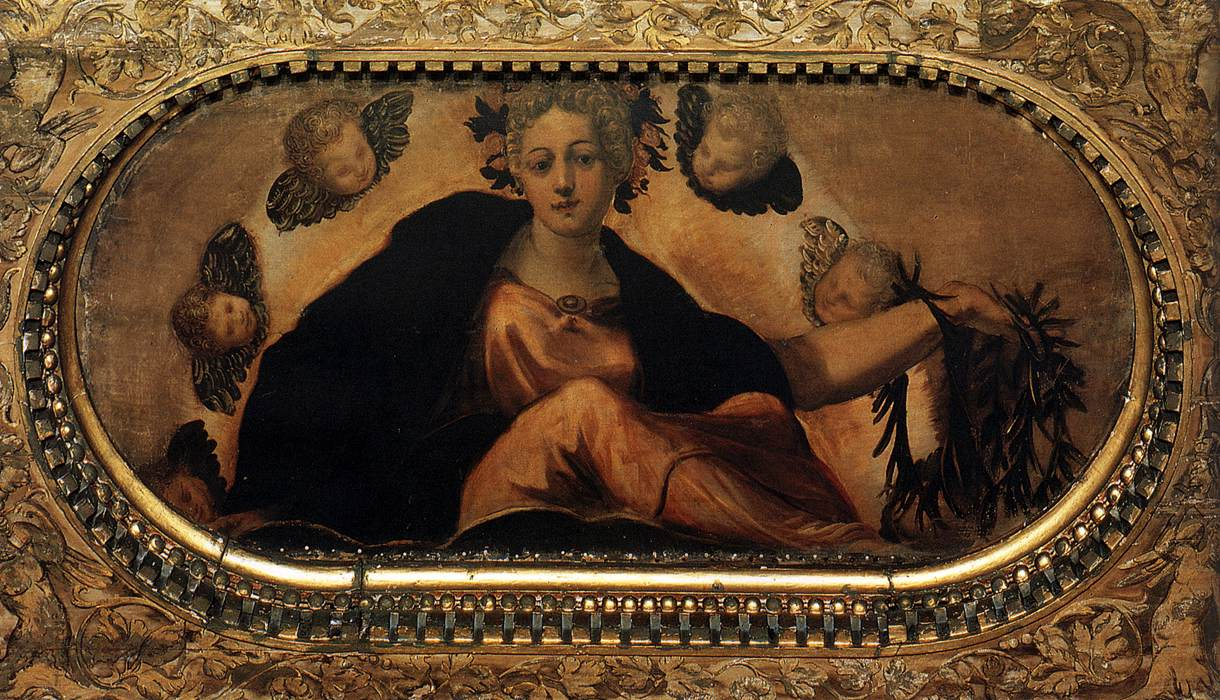
『幸運の寓意』
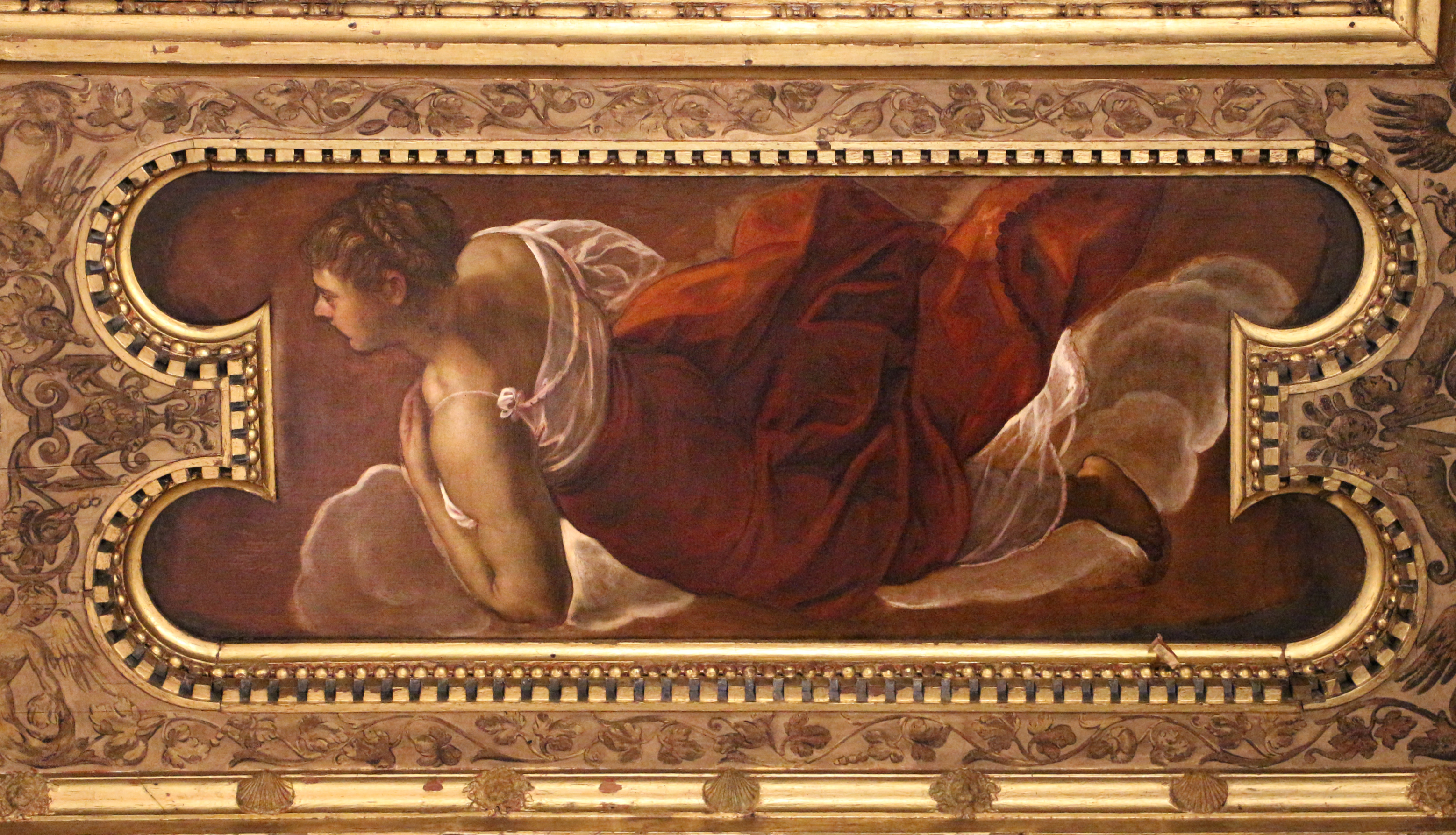
『女性像の寓意』
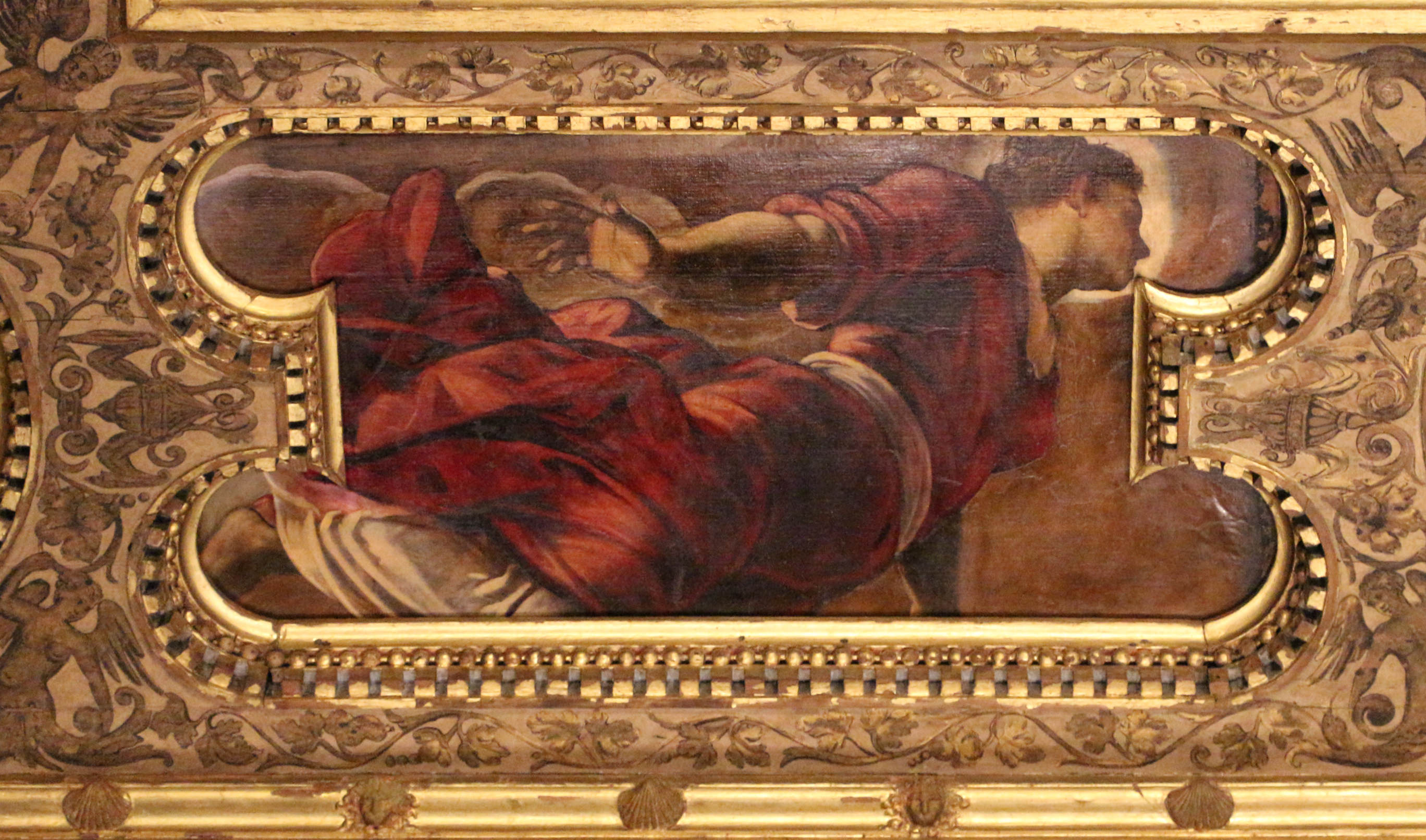
『寛容の寓意』
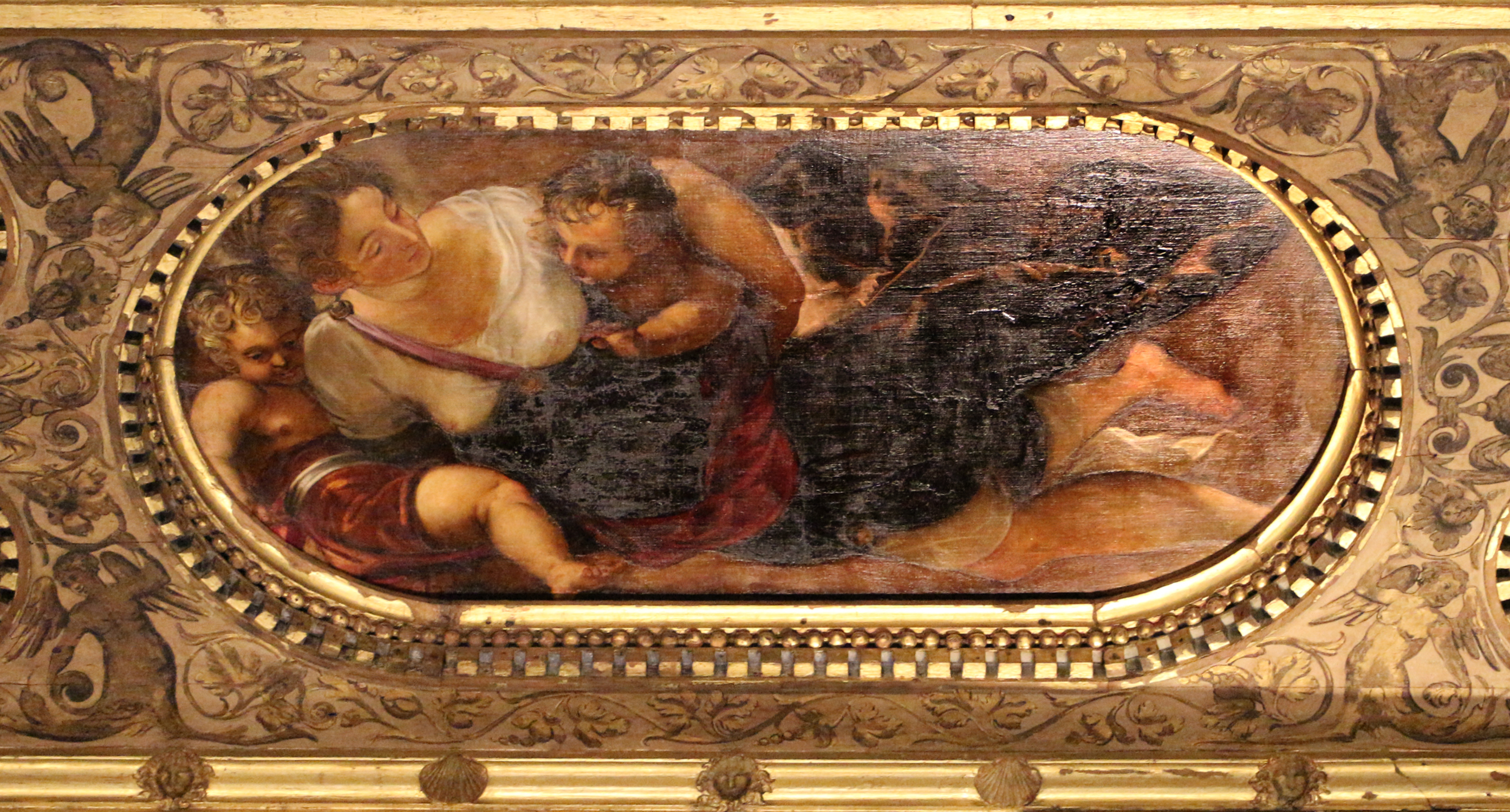
『カリタ大同信会の寓意』
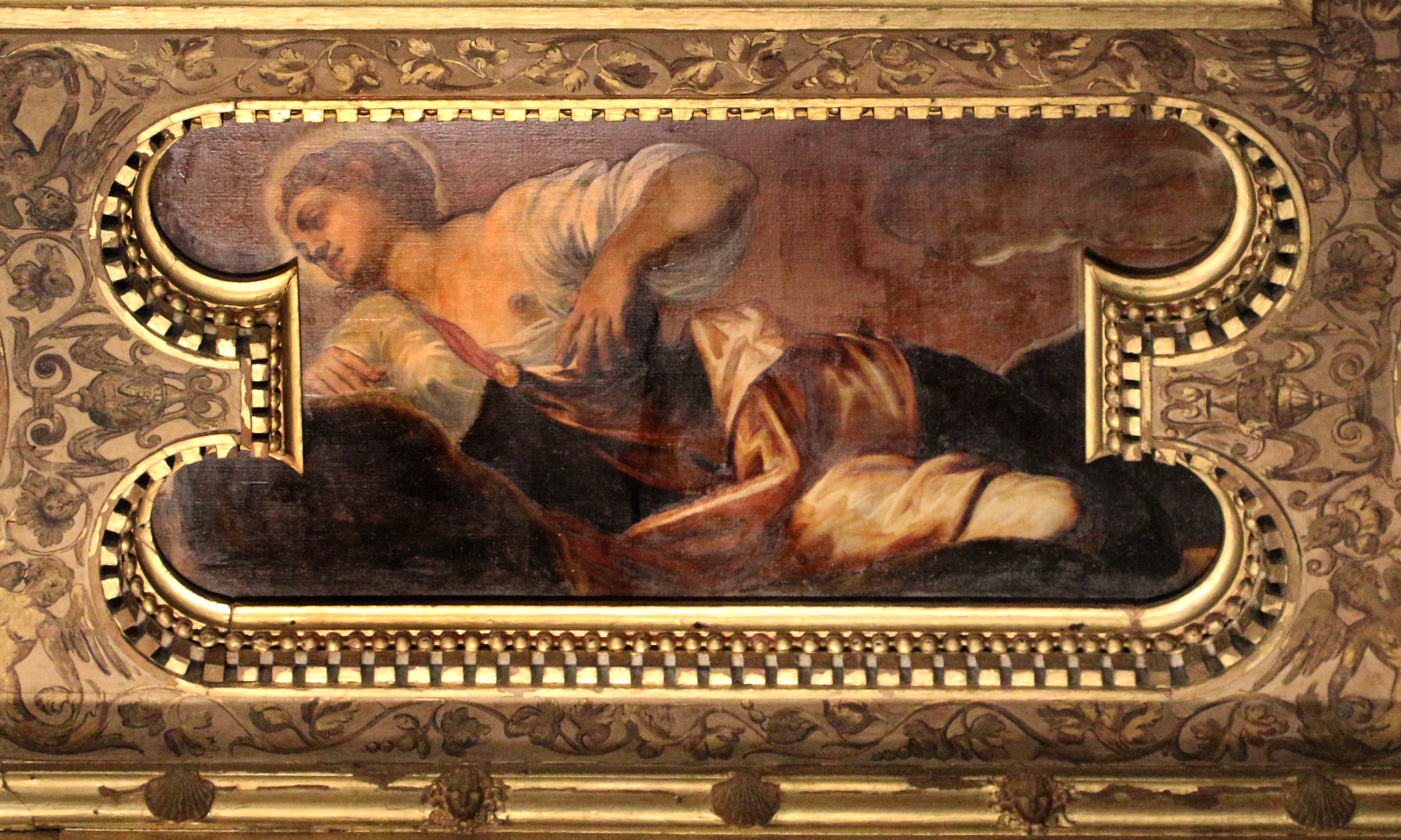
『真実の寓意』
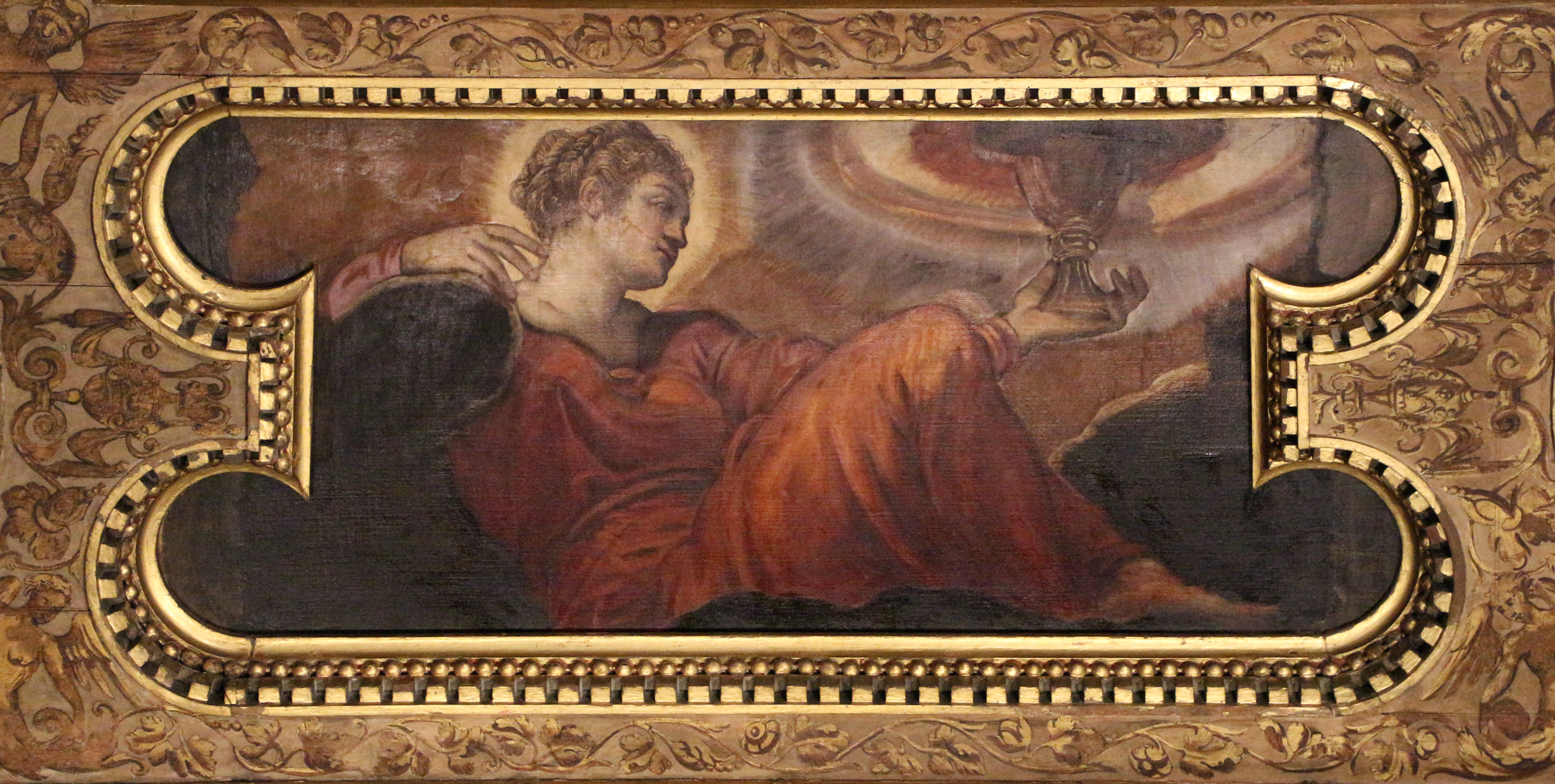
『信仰の寓意』
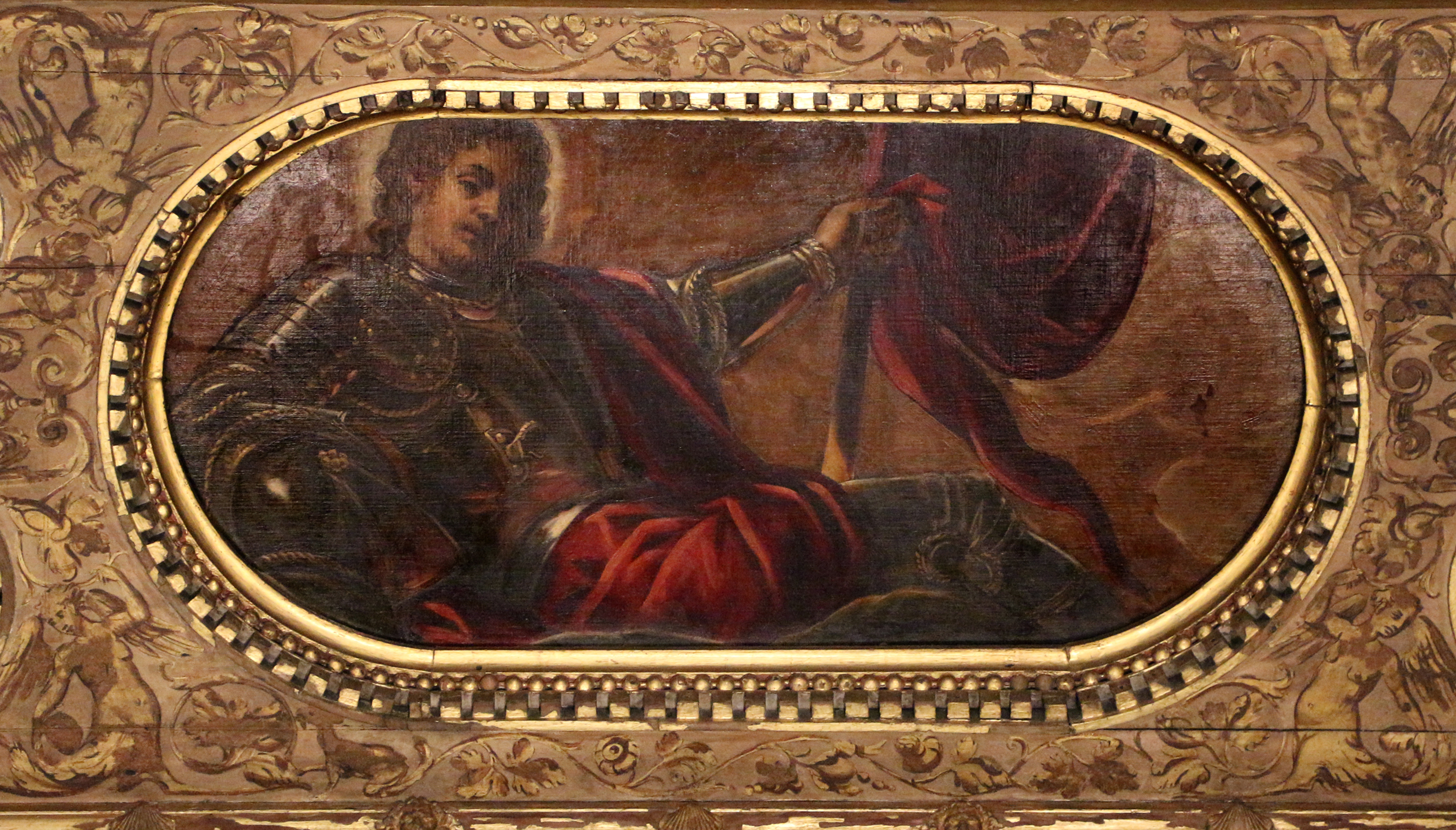
『サン・テオドーロ大同信会の寓意』
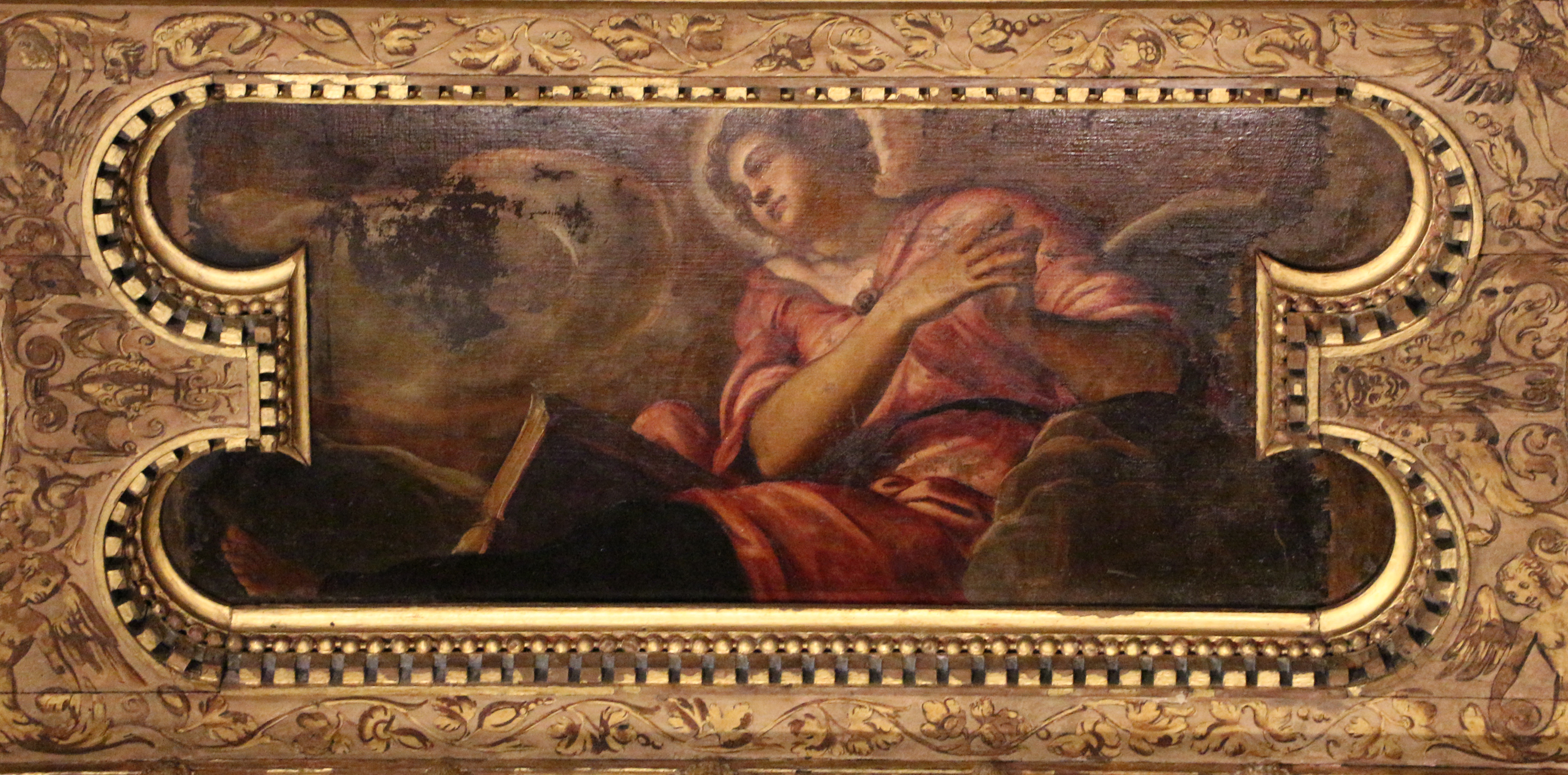
『善良の寓意』
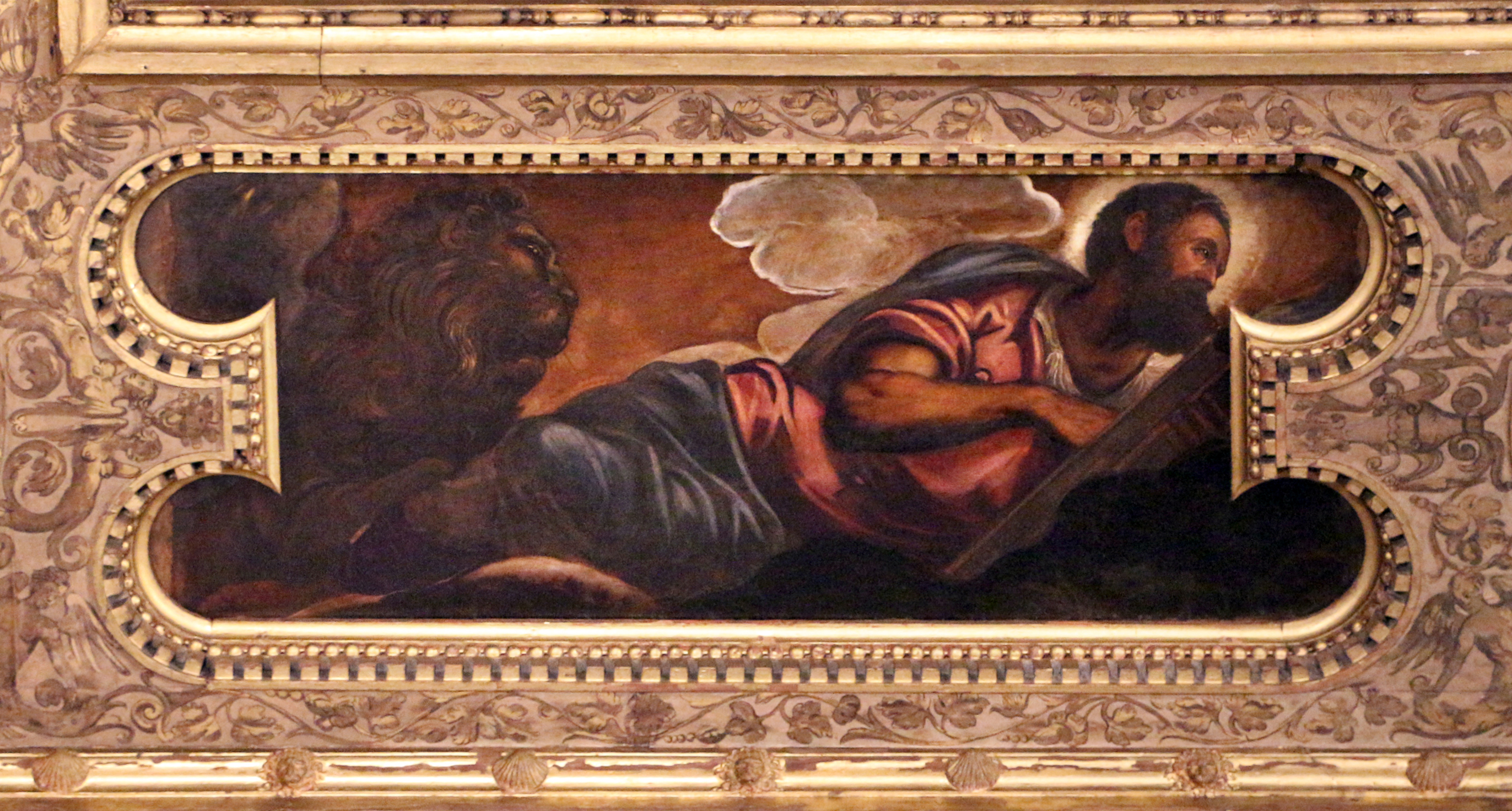
『サン・マルコ大同信会の寓意』
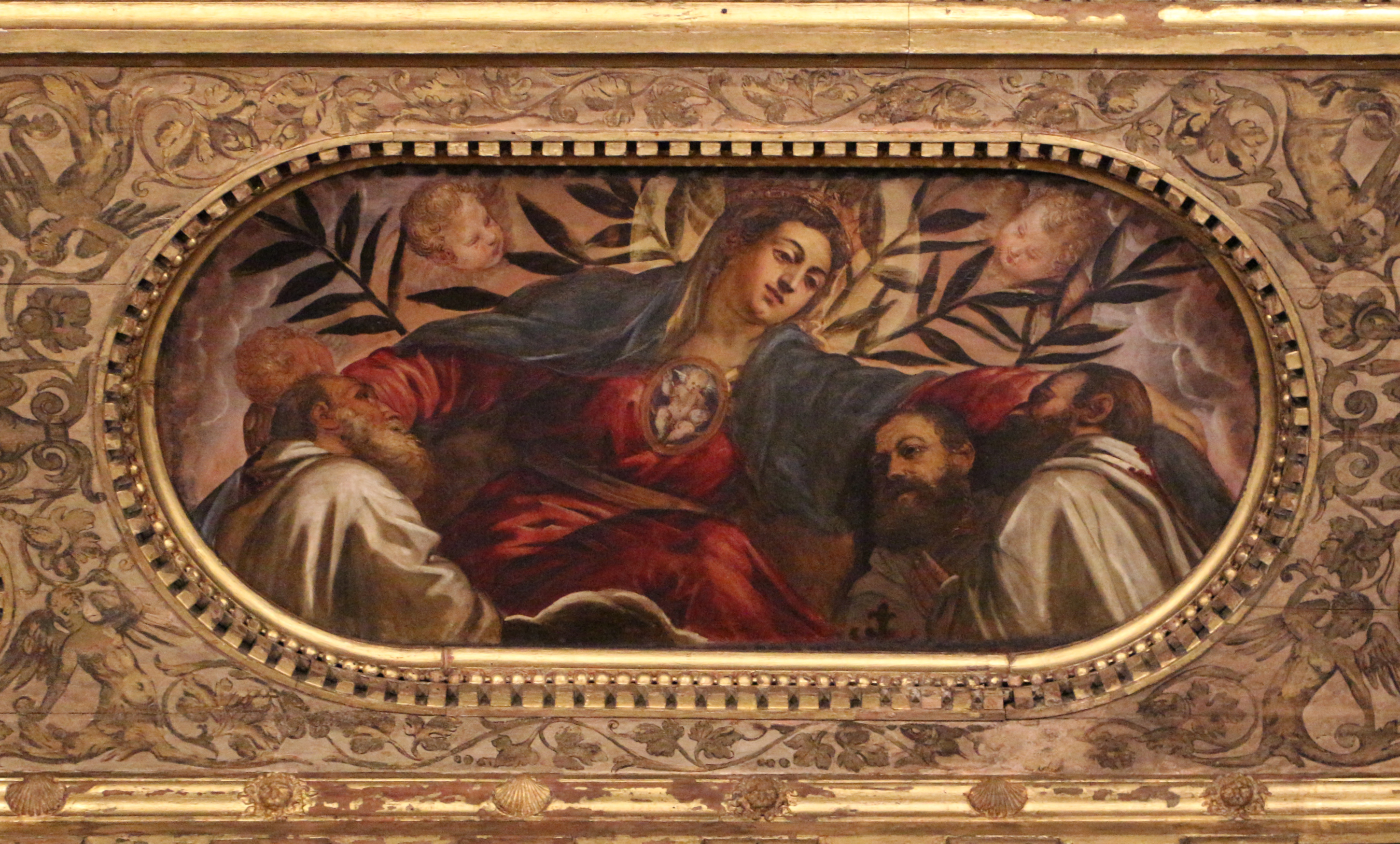
『ミゼルコルディア大同信会の寓意』
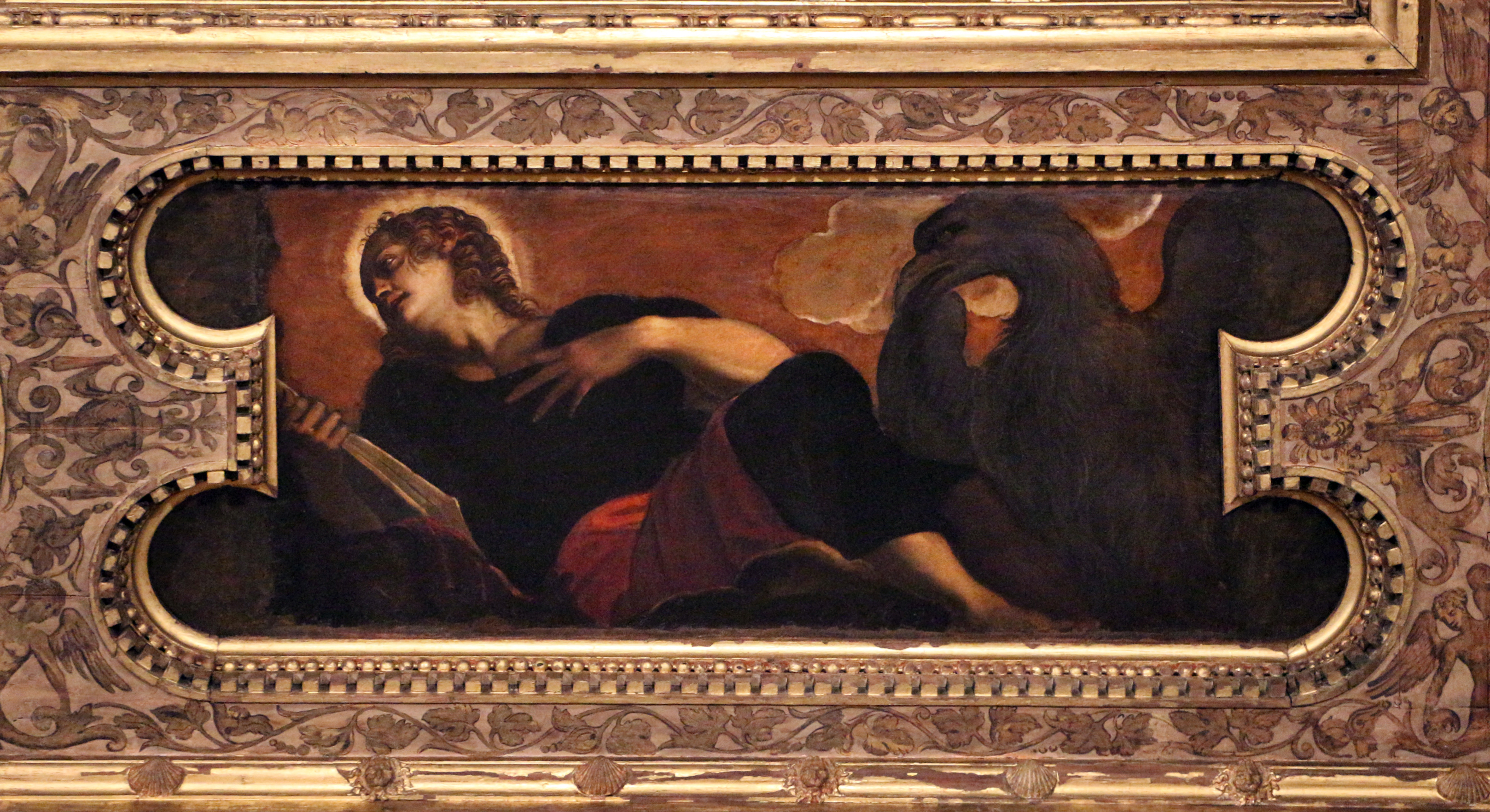
『サン・ジョヴァンニ大同信会の寓意』

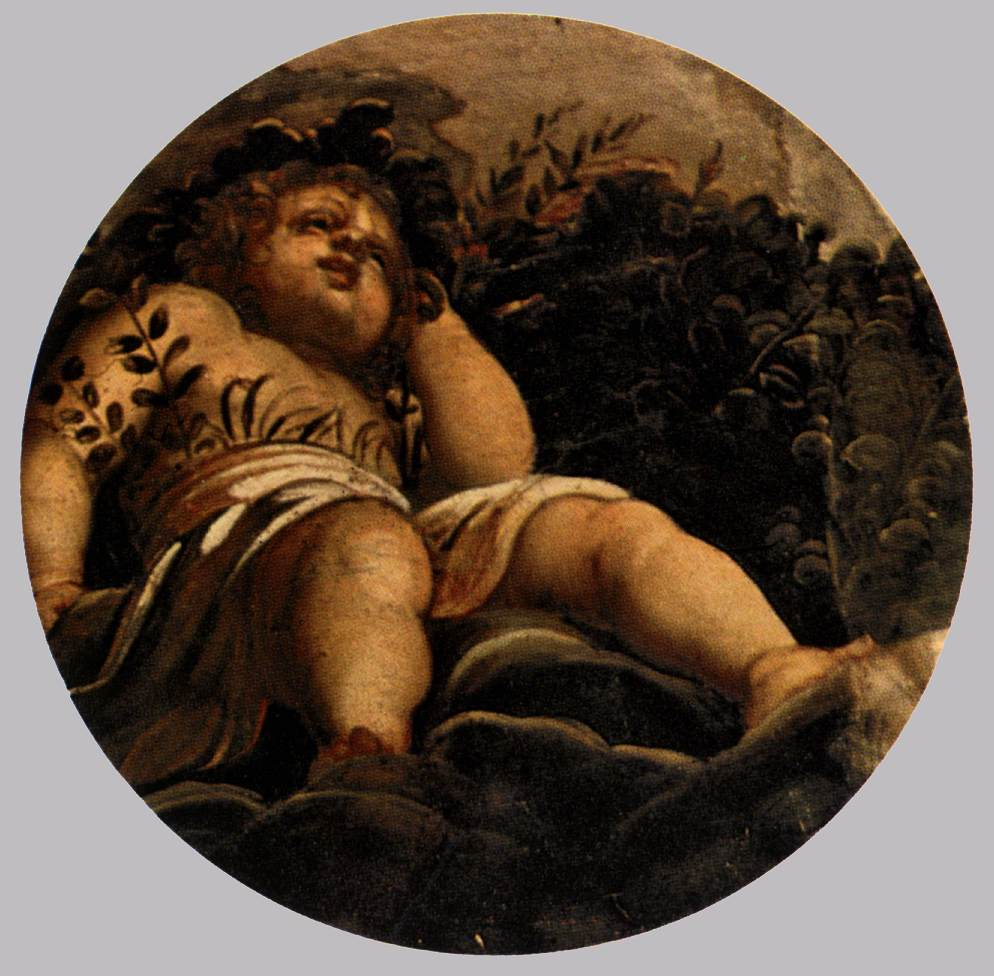
『春の寓意』
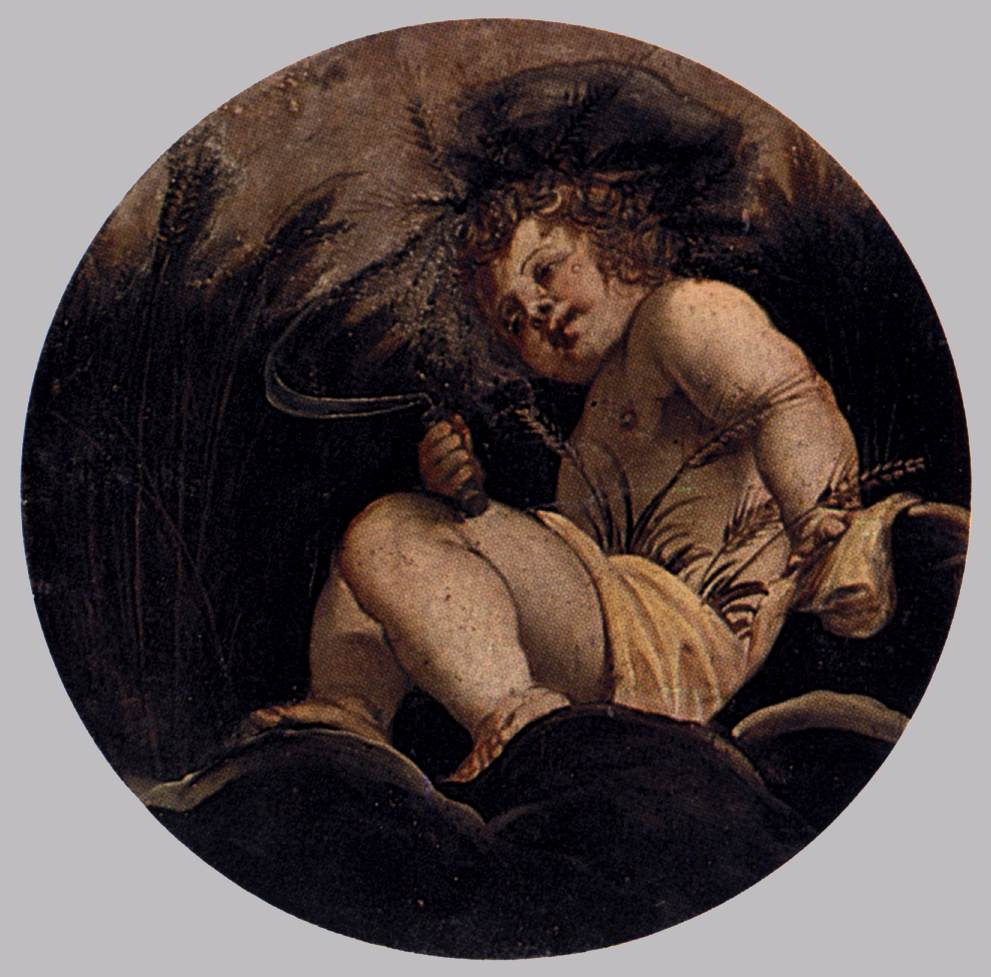
『夏の寓意』
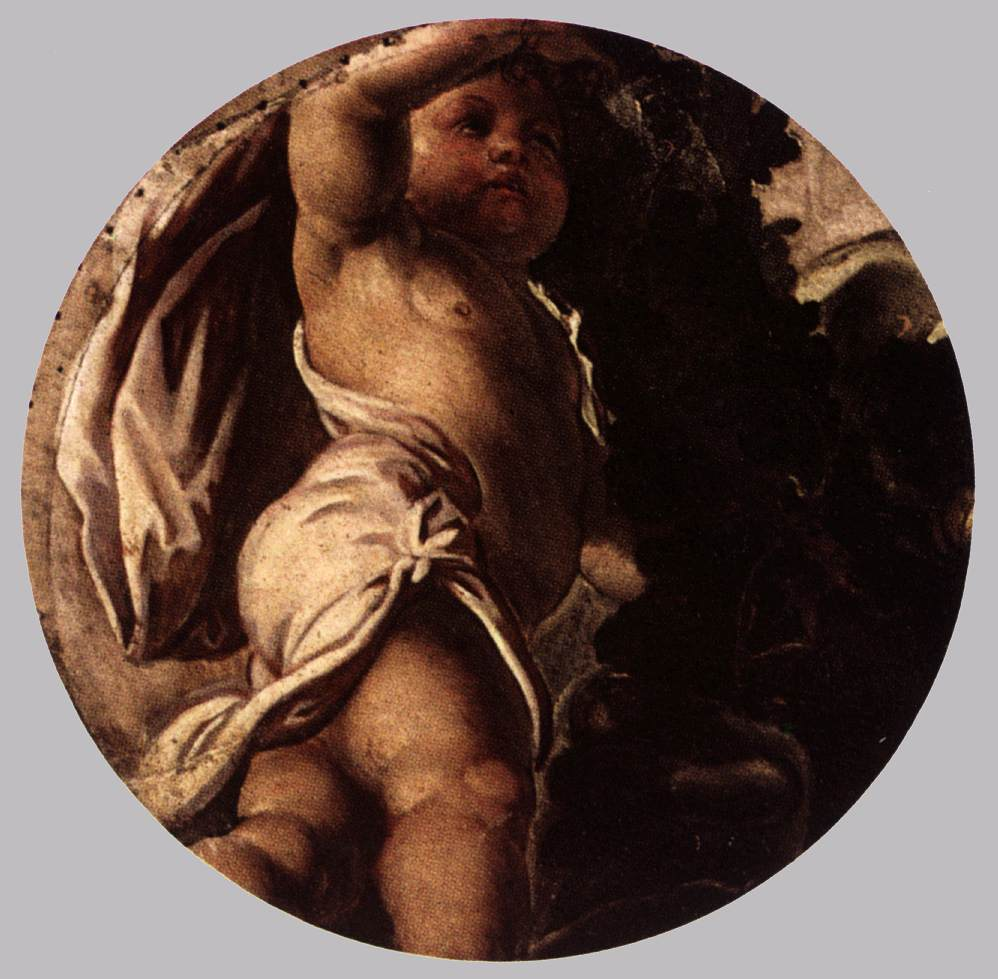
『秋の寓意』
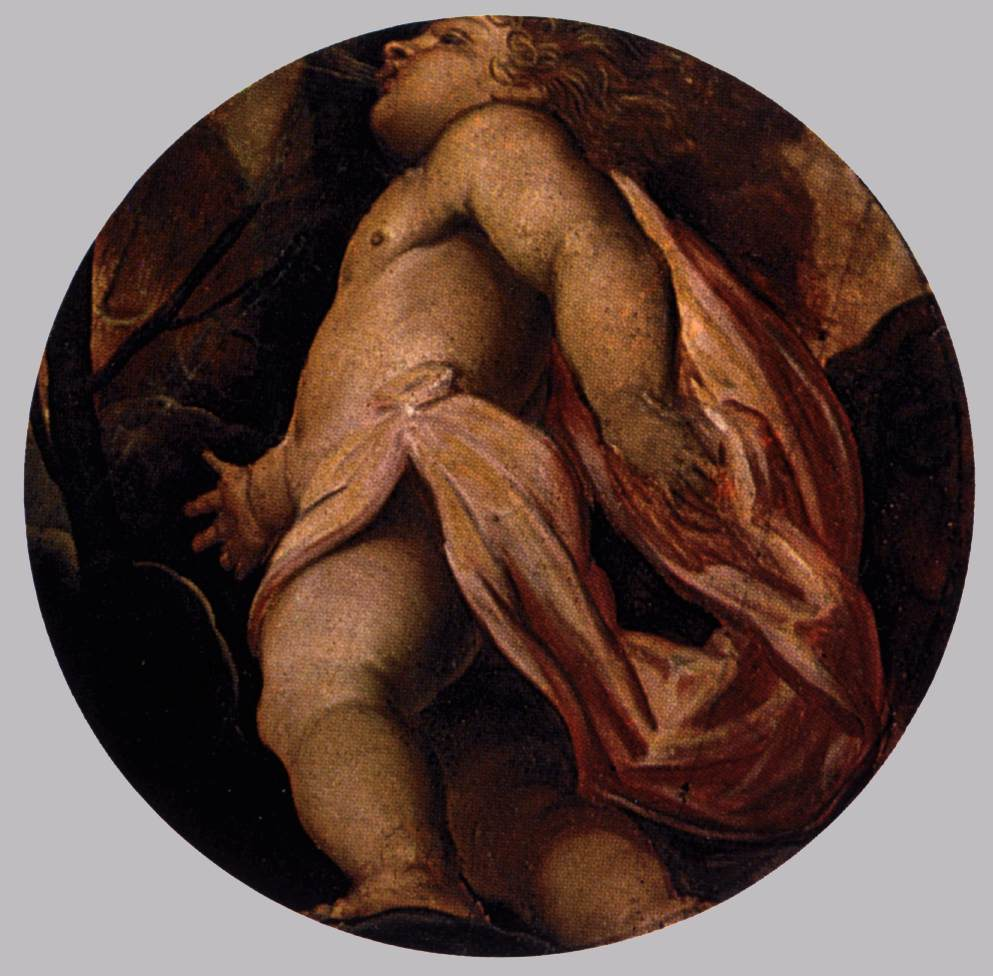
『冬の寓意』